# Laura Regan
Laura Regan (ur. 1977 w Halifaksie) – kanadyjska aktorka, znana z tytułowej roli Jessiki Lynch w dramacie wojennym Ocalić Jessicę Lynch (Saving Jessica Lynch, 2003), zrealizowanym na potrzeby stacji telewizyjnej NBC.
Urodziła się w Halifax w Nowej Szkocji jako najmłodsza z szóstki rodzeństwa. Posiada korzenie irlandzkie. Jest córką polityka Geralda Regana i siostrą Nancy Regan, aktorki, dziennikarki i osobowości telewizyjnej. Początkowo interesował ją balet. Studiowała na Uniwersytecie McGilla w Montrealu, gdzie poznała sztukę aktorską w trakcie zajęć teatralnych. Podczas ostatniego roku studiów przeniosła się do Nowego Jorku; na Uniwersytecie New School ukończyła naukę.
Za rolę Emmy, uczestniczki reality show, w thrillerze Morderstwo w sieci (My Little Eye, 2002) podczas Atlantic Film Festival w 2002 roku odebrała nagrodę Atlantic Canadian dla najlepszej aktorki. Wystąpiła też w filmach Oni (They, 2002), Człowiek widmo 2 (Hollow Man 2, 2006) i Niezniszczalny (Unbreakable, 2000).